# Sarah Barrand
Sarah Barrand (Southport, Merseyside, Anglia, 1985. január 1.) angol színésznő. 
Legismertebb szerepe Shannon Donnelly-Lawson a Futballistafeleségekben.
Ezen kívül több egyéb sorozatban és filmben is játszott, illetve szinkronszinészként is tevékenykedik.
A Liverpool FC szurkolója.

## Élete és pályafutása
Southportban nőtt fel.

## További információ
- Sarah Barrand a PORT.hu-n (magyarul)
- Sarah Barrand az Internetes Szinkronadatbázisban (magyarul)
- Sarah Barrand az Internet Movie Database-ben (angolul)
- Sarah Barrand a Rotten Tomatoeson (angolul)
- buddytv.com életrajz (angol)